# 溴酸锂
溴酸锂是锂的溴酸盐。

## 制备
溴酸锂可以由硫酸锂和溴酸钡反应而成，形成无水物和水合物的混合物。

## 性质
溴酸锂是一种可溶于水的固体，折射率高，有明显的双折射性。它是正交晶系的。